# 4. Sinfonie (Draeseke)
Die Sinfonie Nr. 4 WoO 38 wurde von Felix Draeseke im Jahre 1912 komponiert.

## Entstehungsgeschichte
Draeseke vermerkte als Datum der Vollendung seiner Sinfonie Nr. 4, die den Beinamen Symphonia Comica trägt, den 22. August 1912. Zur Entstehungszeit des Werkes war der knapp 77-jährige Komponist bereits fast völlig ertaubt und wurde von den jüngeren Kollegen, die er 1906 in dem Mahnruf Die Konfusion in der Musik gemaßregelt hatte, kaum mehr beachtet. Angesichts dieser Situation erschien es merkwürdig, dass gerade seiner Feder nun eine „komische“ Sinfonie entsprang. Einerseits ging er damit wohl Bitten aus seinem Freundeskreis nach, er möge zu seiner monumentalen dritten Sinfonie, der Symphonia Tragica, noch eine Comica als Gegenstück schreiben, andererseits – und das schien der wichtigere Antrieb zu sein – nutzte er die Gelegenheit, sich als Sinfoniker mit einem hintergründig-witzigen Werk zu verabschieden, das sowohl die Tradition der großen romantischen Sinfonien des 19. Jahrhunderts, als auch die damalige zeitgenössische Musikszene auf humoristische Weise karikiert und dem Selbstironie ebenfalls nicht fehlt. Zu dem Dirigenten Bruno Kittel, der 1912 die ersten Gesamtaufführungen von Draesekes Oratorientetralogie Christus geleitet hatte, bemerkte der Komponist zum Inhalt der Symphonia Comica: „Nur den Kopf hoch behalten und über das Beweinenswerte lachen!“ 
Die Uraufführung des Werkes fand knapp ein Jahr nach Draesekes Tod am 6. Februar 1914 in Dresden unter Hermann Kutzschbach statt. Danach wurde es still um die Sinfonie und erst 1996 kam mit Unterstützung der Internationalen Draeseke-Gesellschaft die Partitur im Erstdruck heraus.

## Sätze
Die Symphonia Comica gliedert sich in vier etwa 5-minütige Sätze, die nach relativ klassischen Mustern aufgebaut sind:
- Bewegt, feurig
- Langsam, ruhig
- Scherzo: Lebendig, flott
- Lebhaft, schnell

Draeseke beginnt seinen musikalischen Spaß bereits mit der Tonartangabe, die Sinfonie stünde „in e-Moll“. Tatsächlich wird diese angebliche „Haupttonart“ meist nur gelegentlich gestreift. Da das Kopfmotiv des Hauptthemas aus dem ersten Satz G-Dur anzeigt, der Satz auch in dieser Tonart beschlossen wird und das Finale mit einem Unisono-Schlag auf G endet, kann G-Dur somit eher als „reale“ Haupttonart der Sinfonie gelten. Trotzdem demonstriert Draeseke seine große Begabung für rasche, unerwartete Modulationen, sodass die Sinfonie permanent von einer Tonart in die andere wechselt, ohne sich längere Zeit auf tonalen Ruhepunkten niederzulassen. 
Als besonders bemerkenswert gilt der zweite Satz, von dem es heißt, er schildere einen „Fliegenkrieg“: Die Ruhe des Großvaters (Satzanfang) wird immer wieder durch Fliegenstiche (zitternde Streicherfiguren) gestört, worauf die Enkel mit der Fliegenklatsche auf die Jagd gehen, um die Plagegeister zu Strecke zu bringen. Im übertragenen Sinne lässt sich der Satz auch als ironische Umschreibung vom Künstlerleben Draesekes, der zeitlebens mit der Musikkritik Konflikte auszutragen hatte, deuten.